# Bataillon de marche no 4
Pour les articles homonymes, voir 4e bataillon et BM4.
Le bataillon de marche no 4 (BM 4) est une unité militaire française de la Seconde Guerre mondiale. Formé de troupes coloniales, le BM4 combat au sein des forces françaises libres (FFL).
Il est créé en janvier 1941 à partir du 3e bataillon du régiment de tirailleurs du Cameroun. Il combat en Syrie (1941), en Afrique du Nord (1942-1943), en Italie (1943) puis en France (1944-1945).

## Création et différentes dénominations
- septembre 1940 : création du 3e bataillon du régiment de tirailleurs du Cameroun
- janvier 1941 : renommé bataillon de marche no 4
- mai 1945 : devient Ier bataillon du 2e régiment d'infanterie coloniale

## Historique

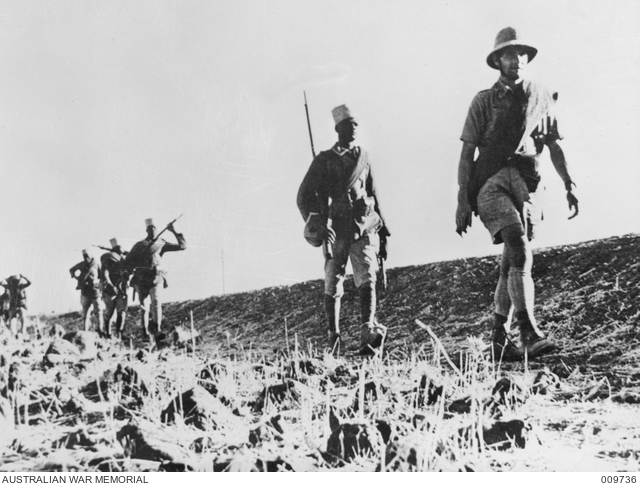
Soldats du BM 4 avançant vers Damas en 7/1941.

L'unité est issue des détachements de tirailleurs sénégalais qui rejoignent la Côte-de-l'Or britannique pour se rallier aux FFL, notamment celui du capitaine Bouillon du Dahomey. Ils sont rassemblés à Winneba pour former un bataillon sous les ordres du commandant Parant,. Le bataillon est envoyé à Douala fin août et participe à la campagne du Gabon sous le nom de 3e bataillon du régiment de tirailleurs du Cameroun,.
Le 16 janvier 1941, une partie de ce bataillon forme à Maroua le bataillon de marche no 4 (le reste du bataillon deviendra en décembre 1942 le bataillon de marche no 9). Il participe à la campagne de Syrie en juin-juillet 1941 au sein de la 2e brigade de la 1re division française libre. Après avoir reçu le renfort de tirailleurs sénégalais vichystes ralliés au FFL, le BM 4 est envoyé dès juillet 1941 en Somalie britannique, tentant de faire pression sur la colonie vichyste de la Côte française des Somalis puis en novembre participe à la prise de Gondar, dernière position italienne en Éthiopie. Il subit une mutinerie le 6 mars 1942 alors qu'il est stationné en Éthiopie. Il part ensuite tenir garnison au Liban,, où il est subordonné à la 9e armée britannique.
Le BM 4 rejoint en novembre 1942 la 2e brigade française libre en Libye. Le 18 avril 1943, le bataillon compte, en plus des officiers et sous-officiers européens, 490 tirailleurs, 66 sous-officiers et un officier africain. Avec sa brigade, intégrée à la 1re division française libre en janvier, il participe aux dernier combats de la campagne de Tunisie. Il combat en particulier au djebel Takrouna en mai, perdant 14 sous-officiers et tirailleurs africains et un soldat européen. 
Il combat ensuite au sein du corps expéditionnaire français en Italie. Il débarque en Provence le 17 août 1944 et participe à la poursuite des forces allemandes par la vallée du Rhône puis la Bourgogne. Le bataillon reçoit en septembre le renfort d'une unité des forces françaises de l'intérieur, le bataillon de Chambaran,,. Le bataillon de marche mène de durs combats, le 25 septembre à Lyoffans et le 26 à Andornay et Magny-Jobert, au prix de 18 tués et 98 blessés.
Le bataillon est blanchi en novembre. Il participe ensuite à la bataille d'Alsace à l'hiver 1944-1945, puis à la deuxième bataille des Alpes au printemps 1945.

## Recrutement et organisation
Seule une centaine de tirailleurs sénégalais de la Côte-de-l'Or accepte de rejoindre les forces françaises libres. Ce noyau majoritairement d'origine ivoirienne est renforcé fin 1940 de tirailleurs sénégalais stationnés au Cameroun et de Camerounains. Après la campagne de Syrie, des tirailleurs ouest-africains de l'armée de Vichy renforcent le bataillon. Le bataillon compte également début 1942 une trentaine de Saras du Tchad. Les origines diverses, ethniques ou d'allégeance, des tirailleurs créent parfois des tensions, comme lors de la mutinerie de mars 1942.
De 1941 à 1943, le bataillon dispose d'un bordel militaire de campagne de femmes africaines.
En mars 1943, le bataillon est renforcé de tirailleurs sénégalais et de cadres européens venus de la Côte française des Somalis, qui ne s'est ralliée aux FFL qu'en décembre 1942.
Les soldats africains quittent le bataillon à la fin de l'automne 1944, remplacés par des recrues des forces françaises de l'intérieur.

## Chefs de corps
Le bataillon est commandé successivement par les chefs de bataillon Bouillon, Bourgeois, Fougerat, Buttin puis Coffinier.

## Personnalités ayant servi au BMno4
En tant qu'unité de la France libre, le BM4 a compté dans ses rangs un certain nombre de Compagnons de la Libération :
- Julien Chabert (1905-1978)
- Albert Chareyre (1915-1946)
- René Dupont (1918-1981)
- Henri Fougerat (1909-1944)
- Georges Jeanperrin (1916-2003)
- Albert Piault (1914-1944)